# Solomonia Sabourova
Pour les articles homonymes, voir Sabourova et Sainte Sophie.
Solomonia Iourievna Sabourova (en russe : Соломония Юрьевна Сабурова), aussi appelée sainte Sophie de Moscou (? - 18 décembre 1542 à Souzdal), fut la première épouse de Vassili III, Grand prince de Vladimir et de Moscovie. Elle est honorée comme sainte par l'Église orthodoxe et fêtée le 16 décembre.
Solomonia - qui descendait à la fois de la lignée des Riourikides et des khans Tatares - fut choisie parmi 1500 jeunes femmes nobles pour se marier avec Basile III de Vladimir et de Moscovie. Son père était Iouri Konstantinovitch Sabourov, un noble qui fut élevé à la dignité de boyard après le mariage de sa fille avec le souverain. Le mariage fut célébré dans la Cathédrale de la Dormition de Moscou au Kremlin, le 4 septembre 1505, par le métropolite de Moscou Simon et en la présence du futur beau-père de la mariée, Ivan III. 
Après 20 ans de mariage sans avoir d'enfant, il fut considéré que Solomonia était stérile. Le couple fit appel à des médecins étrangers mais sans succès. Conscient du fait que s'il mourait sans héritiers ses frères hériteraient du trône, Vassili III incarcéra ses frères et leur interdit de se marier avant qu'il n'ait un fils. Cette décision amena, sur le long terme, l'extinction de la dynastie des Riourikides et la crise de succession connue sous le terme de Temps des troubles. Malgré sa beauté, sa douceur et sa moralité exemplaire, l'échec de Solomonia à donner naissance à un héritier pesa sur les relations au sein du couple et le décès de deux frères de Vassili renforça la nécessité d'avoir un héritier.
En 1525, Vassili III décida de divorcer, avec l'accord du métropolite de Moscou Daniel et des boyards et malgré le désaccord de certaines autorités ecclésiastiques qui considéraient le divorce comme illégal. Le mariage fut annulé en novembre 1525 et Solomonia prit le voile - sous le nom de Sophie - au Monastère de la Nativité à Moscou. Par la suite, elle fut transférée au Monastère de l'Intercession, à Souzdal, dont elle avait financé la fondation, avec son mari, dans l'espoir de donner naissance à un héritier.
Les chroniqueurs russes ont souligné la soumission de Solomonia à la volonté du prince alors que selon Sigismund von Herberstein (Notes sur les affaires moscovites), elle fut contrainte de prendre le voile après sa répudiation. Selon certaines rumeurs, Solomonia aurait donné naissance, dans les murs du monastère où elle était enfermée, à un enfant prénommé Georges.
Par la suite, une de ses parentes devint l'épouse d'Ivan Ivanovitch, fils et héritier d'Ivan IV. Une autre femme de la lignée des Sabourov-Godounov fut la femme de Fiodor Ier, dernier tsar de Russie de la dynastie des Riourikides.